# Ernest Guiraud
Ernest Guiraud (23. června 1837, New Orleans – 6. května 1892, Paříž) byl francouzský hudební skladatel a pedagog. Dnes je znám především jako autor úprav Bizetovy opery Carmen a Offenbachovy opery Hoffmannovy povídky.

## Život
Ernest Guiraud se narodil 23. června 1837 v New Orleans ve státě Louisiana. Hudbu studoval u svých rodičů, oba byli absolventy Pařížské konzervatoře. Jeho otec, Jean-Baptiste-Louis Guiraud, tam získal v roce 1827 Římskou cenu. Na cestě se svým otcem do Paříže sestavil libreto o králi Davidovi a na toto libreto zkomponoval ve svých patnácti letech operu, která měla premiéru v roce 1853 v Théâtre d'Orléans v New Orleans a setkala se s nadšeným přijetím.
V prosinci téhož roku odejel zpět do Francie, aby pokračoval v hudebním vzdělávání. Studoval na Pařížské konzervatoři hru na klavír u Antoina Marmontela a skladbu u Jacquese Fromentala Halévyho. V roce 1858 získal první cenu ve hře na klavír a následujícího roku i Římskou cenu. Je to ojedinělý případ, kdy tuto cenu získal otec i syn. Úzce se spřátelil se svými vrstevníky, skladateli Camillem Saint-Saënsem, Émilem Paladilhem, Théodorem Dubois a zvkáště s George Bizetem.
Jeho první významnou operou byla opera Sylvie, která měla premiéru v roce 1864 v Opéra-Comique. Její úspěch mu zajistil v Paříži dobrou pověst. Po vypuknutí Prusko-francouzské války v roce 1870 byla divadla uzavřena, Guiraud narukoval do armády a bojoval za Francii až do skončení války.
Guiraud se soustřeďoval na kompozici oper, ale většina z nich příliš úspěšná nebyla. Opera Madame Turlupin (1872) měla příznivý ohlas kritiků, ale doplatila na staromódní libreto. Vrcholu své operní tvorby dosáhl tříaktovou komickou operou Piccolino z roku 1876.
Po smrti George Bizeta shromáždil Bizetovy rukopisy a aranžoval často uváděnou Arléskou suitu č. 2. V opeře Carmen nahradil mluvené části recitativy a z dvanácti čísel opery sestavil dvě orchestrální suity. Významným činem bylo dokončení mistrovského životního díla Jacquese Offenbacha opery Les contes d'Hoffman (Hoffmannovy povídky).
Počínaje rokem 1876 působil na Pařížské konzervatoři. Mezi jeho studenty byli např. André Bloch, Mélanie Bonis, Paul Dukas, Achille Fortier, André Gedalge a Erik Satie. Napsal pojednání o instrumentaci Traite pratique d'instrumentation. Byl zakládajícím členem Národní společnosti hudby (Société Nationale de Musique) a v roce 1891 byl zvolen členem Akademie krásných umění.
Poslední léta svého života Guiraud věnoval dokončení a instrumentaci opery Kassya Léo Deliba. Tuto práci již nedokončil. Zemřel v Paříži 6. května 1892 ve věku 54 let. Je pohřben na hřbitově Père-Lachaise.

## Dílo

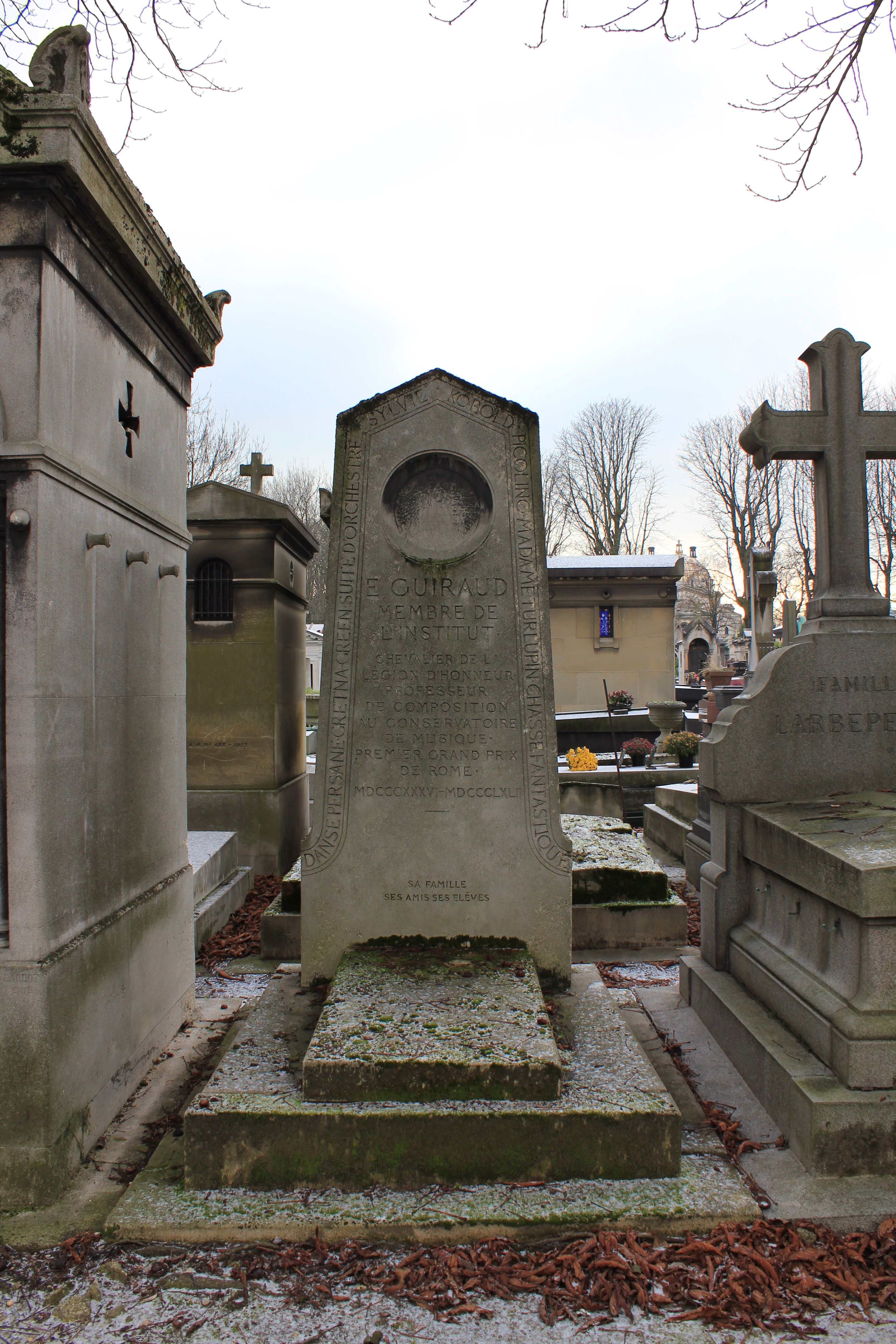
Hrob skladatele na Père Lachaise.

### Jevištní díla
- David (opera, libreto Alexandre Soumet a Felicien Mallefille, Théâtre d'Orléans, New Orleans, USA, 1853, ztraceno)
- En prison (opera-comique, libreto Chaigneau a Boverat, Theatre-Lyrique, Paříž, 1869, ztraceno)
- Gli avventurieri (opera-buffa, neprovedeno, 1862)
- Sylvie (opera-comique, libreto Jules Adenis a Jules Rostaing, Opera-Comique, Paříž, 1864)
- La coupe du roi de Thulé (opera, libreto, Louis Gallet a Edouard Blau, neprovedeno, ztraceno)
- Stella (opera-comique, 1870, neprovedeno, ztraceno)
- E ubarin (opera-comique, 1870, neprovedeno, ztraceno)
- Le Kobold (opéra-ballet, libreto Charles Nuitter and Louis Gallet, Opera-Comique, Paříž, 1870)
- Madame Turlupin (opera-comique, libreto (Eugène Cormon and Charles Grandvallet, Théâtre de l'Athénée, Paříž, 1872)
- Gretna Green (balet, libreto Charles Nuitter, choreograf Louis Mérante, Opera Paříž, 1873])
- Piccolino (opéra comique, libreto Victorien Sardou a Charles Nuitter, Opera-Comique, Paříž, 1876)
- Nina Zombi (opéra comique, libreto Paul Tillier, Opera-Comique, Paříž, 1876)
- Le feu (nepublikované fragmenty provedeny v roce 1879)
- Galante aventure (opera-comique, libreto Louis Davyl a Armand Silvestre, Opera-Comique, Paříž, 1882)
- Le Baron Frick (opereta, libreto Ernest Depré a Charles Clairville, korporativní dílo, 1885)
- Cent moins un (revue, kolektivní dílo, 1888)
- Frédégonde (drame lyrique, libreto Louis Gallet, Guiraud zemřel před dokončením, dokončili Paul Dukas a Camille Saint-Saëns, 1895)

### Orchestrální skladby
- Ouverture (1863, ztraceno)
- Première suite d'orchestre (1872)
- Ouverture de Concert, "Artevelde" op. 10 (1882)
- Danse persane (air de ballet)
- Deuxième suite d'orchestre (1886)
- Chasse fantastique (symfonická báseň, 1887)
- Caprice pro housle a orchestr (1884)

### Kantáty
- Que I'amitiè. Que l'hymen vous rassemble (kantáta pro sbor a orchestr, text M. de Jouy, 1859)
- Bajazet et le joeuer de flûte (kantáta pro sóla, sbor a orchestr, text Edouard Monnais)
- Grande messe solennelle (sbor a orchestr)
- Noces de Promethée (kantáta pro sóla, sbor a orchestr, 1867)

### Komorní hudba
- Fugue (1859)
- Deux Romances sans paroles (pro violoncello a klavír)

### Klavír
- Premiere sonate pour piano, op. 1 (1857)
- Aragonaise: Morceau de salon (1858)
- Allegretto pour piano (1870)
- Allegro de Concert (1885)
- Scherzo (1890)
- Rosine—Valse
- Meditation (pro harmonium, 1911)

### Písně
- "L'espèrance" (Mme Lamadon, 1855)
- "Mignonne" (Ronsard 1866)
- "Sdrdnade de Ruy-Blas" (Victor Hugo, 1869)
- "Trop tard" (Albert Delpit, 1876)
- "Rose" (Paul de Choudens, 1877)
- "D'où venez-vous?" (Alphonse de Lamartine, 1879)
- "Berceuse" (Jacques Normand, 1884)
- "La pervenche" (Alphonse de Lamartine, 1884)
- "Crépuscule" (Albert Mérat, 1892)
- "Chanson a boire" (Mme Marie Barbier, 1893)
- "La servante au grand coeur" (Charles Baudelaire, 1896)
- "Adieu Suzon" (ztraceno)
- "Sans amour" (Lucien Paté)